# Leib Groner
Yehuda Leib Groner (in ebraico יהודה לייב גרונר‎?; Brooklyn, 25 aprile 1931 – 7 aprile 2020) è stato un rabbino, mistico e religioso statunitense, ebreo ortodosso.

## Biografia
Fu Rebbe Lubavitcher e segretario del Rabbi Menachem Mendel Schneerson per oltre quarant'anni.
Morì nell'aprile del 2020, per complicazioni da COVID-19.